# Typosyllis dichatoensis
Typosyllis dichatoensis är en ringmaskart som beskrevs av Hartmann-Schröder 1962. Typosyllis dichatoensis ingår i släktet Typosyllis och familjen Syllidae. Inga underarter finns listade i Catalogue of Life.